# Enric Masip
Enric Masip Borràs (* 1. September 1969 in Barcelona) ist ein ehemaliger spanischer Handballspieler, der zumeist auf der Position Rückraum Mitte eingesetzt wurde, und heutiger Handballfunktionär. Er wurde in die Hall of Fame of European handball aufgenommen.

## Laufbahn

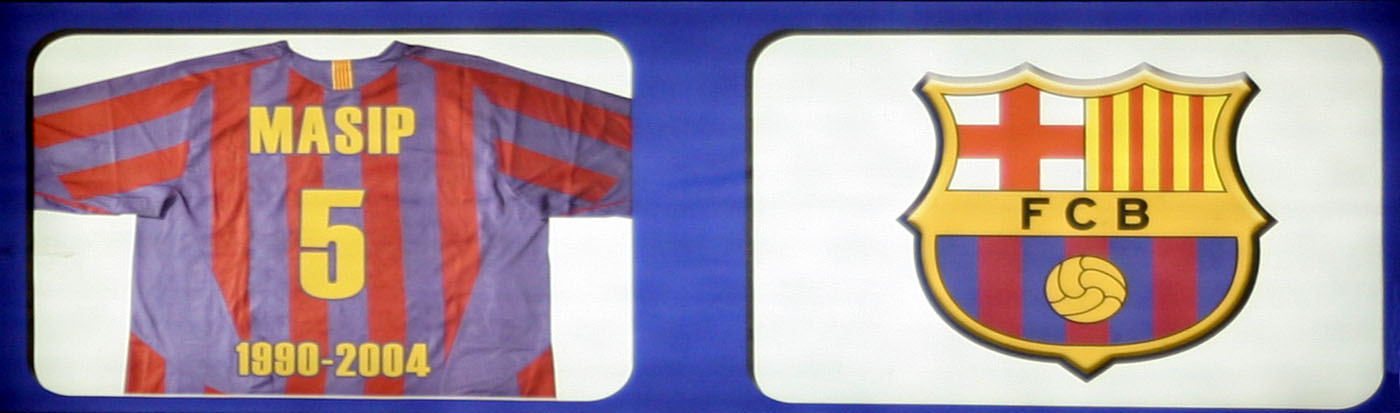
Das Trikot von Masip in der Hall of Fame im Palau Blaugrana

Von 1987 bis 1990 spielte Masip bei BM Granollers, bevor er zum benachbarten FC Barcelona wechselte. Der Mannschaft blieb er bis zu seinem Karriereende 2004 insgesamt 14 Jahre treu. Für die spanische Nationalmannschaft bestritt er 205 Länderspiele und erzielte 656 Tore. Er musste seine Karriere wegen schwerwiegenden Rückenproblemen beenden. Von 2006 bis 2013 war er Sportlicher Leiter der Katalanen.
Sein Trikot hängt zusammen mit dem von sechs weiteren Spielern des FC Barcelona im Palau Blaugrana in der Hall of Fame.

## Erfolge
Enric Masip gewann in den 1990er Jahren mit dem FC Barcelona nahezu alle wichtigen europäischen Titel.

### Internationale Titel
Mit dem FC Barcelona:
- 6× Champions-League-Sieger (1991, 1996, 1997, 1998, 1999 und 2000)
- 2× Europapokal der Pokalsieger (1994 und 1995)
- 1× EHF-Pokal (2003)
- 4× EHF Champions Trophy (1996, 1997, 1998 und 1999)

Mit der Nationalmannschaft:
- Bronzemedaille bei den Olympischen Spielen 2000 in Sydney
- Vize-Europameister 1996 in Spanien
- 3. bei der Europameisterschaft 2000 in Kroatien

### Nationale Titel
- 7× Spanischer Meister (1991, 1992, 1996, 1997, 1998, 1999 und 2000)
- 5× Copa del Rey de Balonmano (1993, 1994, 1997, 1998 und 2000)
- 8× Katalanischer Meister (1988, 1989, 1991, 1992, 1993, 1994, 1995 und 1997)
- 5× Spanischer Super Cup (1991, 1992, 1994, 1997 und 1998)
- 5× Copa ASOBAL (1995, 1996, 2000, 2001 und 2002)

## Ehrungen
Er wurde in die Hall of Fame of European handball aufgenommen. Im Jahr 2024 wurde er zudem in die Hall of Fame Asobal aufgenommen.